# Domenico Michele
Domenico Michele (más néven: Domenico Michiel), (?, 11. század – Velence, 1129 vagy 1130) volt a harmincötödik dózse a Velencei Köztársaság élén. A kor hatalmi, gazdasági súlypontja a keresztes háborúk miatt keletre tolódott, és az átalakuláskor gyakran harcokra került sor. Ez alól nem volt kivétel Domenico uralkodása sem. Az egyik legnagyobb velencei hadvezérként emlékeznek meg róla a krónikák, amely származásából és gyermekkorából ítélve egyáltalán nem meglepő. Külpolitikájában igyekezett minél szélesebb területre kiterjeszteni uralmát, amint az elődjeinek is érdekében állt. Belpolitikája azonban újat hozott. A higgadt, belső rendet teremtő uralom együtt járt az abszolutizmus felélesztésével is.

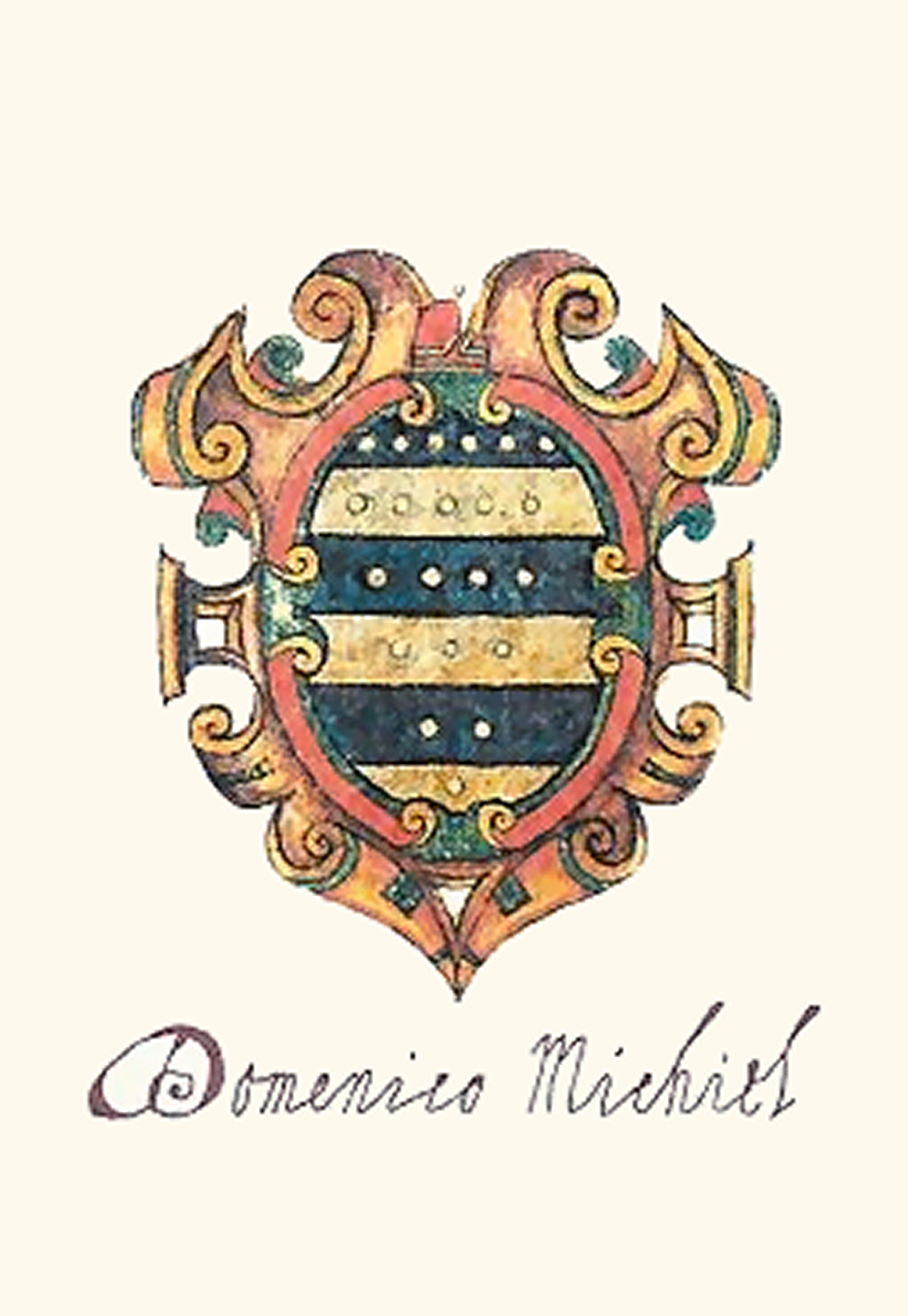
Címere

## Életének első szakasza
Domenico a tizenkét nagy velencei apostoli családok leszármazottjainak egyike volt. Ez azt is jelentette, hogy a megalapított köztársasági intézmények munkájában részt vehetett ő is. Azonban Domenico nem igazán ért rá a politikával foglalkozni.
I. Vital Michele dózse unokája volt, Giovanni Michele gyermeke. Apja az I. keresztes hadjáratba induló hatalmas velencei flotta parancsnoka volt. Domenico mindenáron vele akart tartani hosszú útján, és apja szívesen maga mellé is vette fiát. A későbbi dózse ezen az úton szedte fel később dicső győzelmeket hozó hadászati tudományát. Részt vett a genovai flotta elsüllyesztésében, ott volt Jeruzsálem ostrománál, és később Szíriában is harcolt a pogányok ellen. Domenico hamar átlátta, hogy a II. Orbán pápa által meghirdetett szent háborút valójában nem a túlvilági béke magasztos gondolata hajtotta, hanem az evilági gazdagság. Ez már gyermekkorában beivódott tudatába, és ezeknek megfelelően irányította majdan a velencei flottát. 

Miután elődje, Ordelafo Faliero uralkodása alatt jócskán megváltoztak a kereskedőváros külkapcsolatai, a velenceiek 1118-ban a dózse halála után olyan vezetőt kerestek, aki alkalmas arra, hogy Ordelafohoz hasonló hévvel harcoljon Velence érdekeiért. A Consiglio Minor (amit gyakrabban neveztek Szenátusnak) és a Nagygyűlés hatására Domenicot választották meg a Serenissima vezetésére.

## A távol lévő dózse
A beiktatási ceremónia után Domenico erős kézzel ragadta meg a köztársaság kormányrúdját, sőt eleinte a városi nemesek legnagyobb rémületére túlságosan erős kézzel is. A háborúban edződött dózse áthatóan nem ismerte a különböző tanácsokat, a köztársaság addig nehézkesen kialakult intézményeit, egyedül a katonás rend, a közvetlen irányítás lebegett szeme előtt. Ezért döntéseiből egyhamar kizárta a Szenátust és más tanácsot. Kijelentette, hogy a velencei érdekeket azonnal meg kell védeni a Közel-Keleten, és ki kell terjeszteni a város befolyását azokra a területekre, amelyeket még keresztény hatalom nem igázott le. A hadsereg élére személyesen kívánt állni, ezért távollétében úgy határozott, hogy a politikai, gazdasági és minden fontos kérdésben fia és unokája fog dönteni. A köztársasági intézmények teljes kizárásával döntött így, de mivel a szenátusnak nagy szüksége volt hadtudományára, nem ellenkeztek. Ezzel Domenico az abszolút uralom felé terelte Velencét.

### Keleti hadjárat a kereszténység jegyében
Miután Domenico elsimította az utolsó jogi és politikai vitákat is tervei elől, elkezdte fejleszteni flottáját. Negyven új gályát építtetett, flottájába ezen felül még negyven kereskedelmi hajót fogadott be és további huszonnyolc rosztrummal ellátott ostromhajót is hadrendbe állított. A megerősített flotta 1123 áprilisában indult útnak a mesés kelet felé. Domenico elsődleges célja az volt, hogy a Szentföldön már jelentős területeket uraló államokkal egyezségre jusson. Ezért a dózse elsősorban a szaracénok által fogságban tartott II. Badouin jeruzsálemi király kiszabadítását tűzte ki célul.
A nagy flottáról tudomást szereztek az arabok is, és igyekeztek megakadályozni a velencei csapatok célbaérését. Egyiptomi hajók zárták körbe az Ascalona (a mai Libanonban fekvő Ashqalon) kikötőjében megpihenő flottát. Az egyiptomiak a türoszi szultán hívására jelentek meg a kikötőben. Azonban az erős és gyors velencei hajók hamar kitörtek az egyiptomi gyűrű szorításából, és súlyos veszteségeket okoztak az ellenséges flottának. Domenico az arab hajóhad elűzése után is folytatta a velencei hadműveletet, és Türosz városának ostromába kezdett. A közel öt hónapon keresztül tartó ostrom egyre reménytelenebbnek tűnt, ugyanis az ókori falak már évezredek óta biztonságot nyújtottak a városnak. Végül a dózse hasonló trükkel nyerte meg a csatát, mint amilyennel a mitikus görög harcosok bevették Tróját.
A dózse győzelmének híre végigfutott egész Európán, és a keresztes hadak csatlakoztak hozzá, és felajánlották neki Jeruzsálem trónját, abban bízva, hogy így érdekelt lesz a nagy dózse Badouin kiszabadításában, és a királyság helyreállításában. De a lovagoknak csalódniuk kellett, mert Domenico figyelme nyugatra irányult, ugyanis Bizánc nem fogadta olyan kitörő lelkesedéssel Velence független hatalmi törekvéseit, és a vallásos II. János császárnak cseppet sem tetszett Velence anyagias háborúja.

### Bizánci konfliktus
A császár neheztelése súlyos gazdasági lépéseket vont maga után. János eltörölte az összes bizánci törvényt és császári rendeletet, amely a velencei kereskedőket segítette, és visszavonta az 1084-ben kiadott Aranybullát is, amelyben eltörölte birodalma minden vám- és adóterhét a velenceiek előtt, és biztosította Bizánc összes kikötőjének és piacának szabad használatát.
Velence ugyan egyre szélesebb területeken kereskedett, de közelsége miatt még mindig Bizánc volt az egyik legfontosabb partnere. Ráadásul a császár elűzte a velenceieket a Konstantinápolyban felépített kereskedelmi negyedükből, és azt a pisaiaknak adta át, akik a Serenissima egyik legfőbb vetélytársai voltak.
Domenico a hírek hallatán azonnal elhagyta flottájával Jeruzsálemet, és gyors döntéssel Bizánc ellen vonult. Az Égei-tenger több bizánci uralom alatt álló szigetét is megtámadta, és elfoglalta Rodosz, Számosz, Leszbosz, Ándrosz és Kósz szigetét is. Domenico csapatai egészen Athén kikötőjéig jutottak el. János nem tudott visszavágni, hiszen a bizánci birodalomnak éppen eléggé lekötötte hadi erejét a keletről támadó arab, és az északi frontokon lázongó szláv nép. Ezért 1126-ban kénytelen volt békét kötni Domenico Velencéjével. Újabb Aranybullát adott ki, amely megerősítette a korábban garantált velencei jogokat. Ennek a konfliktusnak a megoldása jelezte, hogy a keleti rablóhadjáratok során mennyire megerősödött Velence hadereje és gazdasága is.

### Harcok a dalmát kikötőkért
1105 óta kisebb szünetekkel folyamatosan háború dúlt Magyarország és Velence között a dalmát városok megszerzéséért. Egész Dalmácia partvidékét sohasem sikerült megszereznie egyik félnek sem. Domenico elődje, Ordelafo dózse komoly harcokat vívott a szomszédos Árpád-ház ellen, de sikerei egy csapásra köddé váltak, amikor 1117 végén egy csatában halálosan megsebesült.
A magyar trónt 1116-ban II. István foglalta el, aki felújította támadásait a velencei flotta ellen. Hamarosan Zára, Trau és Spalato városa is birtokába került. A keleti hadjáratával elfoglalt dózse csak hazatérte után tudott komolyan foglalkozni a magyar térnyeréssel. A dalmát városok talpraesett kereskedői a magyar korona védő szárnyai alatt hamar fejlődésnek indultak, és pár éven belül a velencei kereskedők vetélytársaivá fejlődtek. Ezért a velenceiek egyre többször üzenték meg a dózsénak, hogy térjen haza, és keljen harcra a dalmát városok ellen.
1125 májusában Domenico hatalmas flottával indult a magyar csapatok ellen, és hosszas ostrom után végül sikerült visszaszerezni Trau és Spalato városát, de Zára magyar kézen maradt. A harcok nem ültek el Domenico uralkodása alatt sem, de jelentős eredményt nem hoztak.

## Egy kiváló befejezés
1126-ban a harcos dózse végleg hazatért, és csak a dalmát harcokkal foglalkozott. Még ugyanabban az évben követek érkeztek Jeruzsálemből, akik közölték Domenicoval, hogy II. Badouin király kiszabadult fogságából, és hálája jeléül korlátlan és adómentes kereskedelemmel jutalmazza Velencét.
Domenico utolsó évei azonban a külpolitikáról a belpolitikára irányultak. Távolléte alatt leszármazottjai igen gyenge kézzel próbálták irányítani a lagúnák városának ügyeit. A velenceiek egyre gyakrabban panaszkodtak, hogy a városban sok a bűneset. A rablások, gyilkosságok és betörések szinte mindennapossá váltak a kereskedővárosban. Ez leginkább a gazdag kalmárcsaládokat sújtotta.
A dózse ezért szigorú törvényeket írt elő, hogy fejlessze a közbiztonságot. Tilossá vált álruhában vagy álszakállban az utcára kilépni. A mértéktelen alkoholfogyasztást is igyekezett visszaszorítani és az egyházi helyszínek környékén tilossá vált részegen andalogni. Ezek az intézkedések akkoriban meghozták a kívánt eredményt, de valószínűleg a hazatért hadsereg is szerepet játszott abban, hogy a bűnözés jelentősen visszaesett Velencében. A velenceiek igen tisztelték és szerették Domenicot.

1130-ban az idős dózse lemondott hivataláról, és néhány nappal később meghalt. Testét a San Giorgio szigetén temették el egy kolostor kertjében, amelyet csak évszázadok múltán helyeztek át, amikor a szerzetesek a kolostor bővítése mellett döntöttek.
| Előző uralkodó: Ordelafo Faliero | Velencei dózse 1118-1130 | Következő uralkodó: Pietro Polani |